# Anarquisme egoista
L'anarquisme egoista, també anomenat només egoisme, és un corrent de pensament anarquista amb origen en la filosofia de Max Stirner, un filòsof posthegelià del s. XIX, el nom del qual és una coneguda influència històrica de l'anarquisme individualista.
Tot i que històricament s'ha associat a la branca individualista de l'anarquisme, els defensors de l'anarquisme egoista han sigut tant individualistes com anarcocomunistes.

## Max Stirner i la seua filosofia

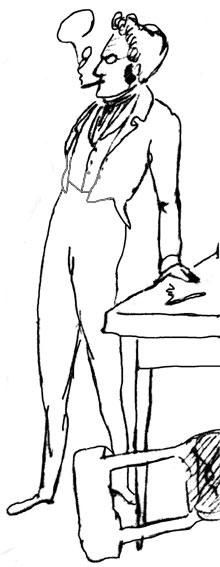
Max Stirner. Retrat de Friedrich Engels

Max Stirner, filòsof posthegelià del s. XIX, és una coneguda influència històrica de l'anarquisme individualista, tot i que no fou un teòric de l'anarquia (filosofia pràctica o política) sinó de l'ego (psicologia, moral).
Stirner, en L'únic i la seua propietat, publicat el 1844, argumenta que l'única limitació en l'individu és el seu poder per obtenir el que desitja. Proposa que les comunament acceptades institucions socials, incloent-hi la noció d'estat, la propietat com un dret, els drets naturals, i en general la noció de societat, són reificacions de la ment.
Stirner afirma que el centre de tota reflexió, i fins de tota realitat, és l'ésser humà. No es tracta, però, de l'ésser humà en general, ni del representant d'una humanitat abstracta, sinó de l'individu, de "mi mateix", del "jo" únic. "Únic" no perquè no es relacione amb res, sinó més aviat perquè ell, i només ell, és el fonament de tota relació possible. Tot el que m'uneix als altres, o tot el que tinc en comú amb els altres, és només relatiu respecte al caràcter absolut de "la meua" unicitat. La unicitat no sembla en Stirner absència de relació, sinó que la relació és absència d'unicitat.
Stirner proclama que totes les religions i ideologies s'assenten en conceptes buits, que, superposats als interessos personals (egoistes) dels individus, en revelen la no-validesa: el mateix és vàlid per a les institucions socials que sostenen aquests conceptes i que reclamen autoritat sobre l'individu, pretenent fer-ne un esclau, servir-se'n per a la seua causa egoista. El mateix és vàlid tant per al "déu dels cristians" com la "humanitat" o la "llibertat" dels ideòlegs moderns, sempre és un ideal. Només són creences, fantasmes, pensaments abstractes destinats a perpetuar l'estat de servitud i a estar per damunt de l'individu.
Com a contrari a això, Stirner crida a la formació d'una associació voluntària de persones (o "unió d'egoistes") que s'opose a la concepció de grups i col·lectius abstractes, no basats en el jo dels individus, com són la societat, la nació, l'estat o la família.

## Influència

### Europa

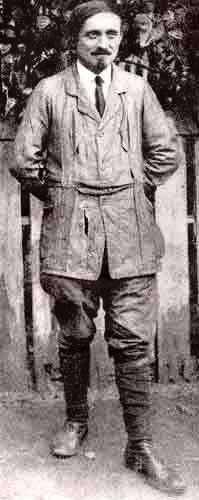
Émile Armand, anarquista egoista francés

#### Alemanya
A Alemanya l'anarcoindividualista escocesoalemany i dels primers activistes de drets LGBT John Henry Mackay es convertirà en el principal difusor de Stirner després d'escriure'n una biografia així com la introducció a la reedició en alemany de L'únic i la seua propietat. Adolf Brand fou un anarquista stirnerià, un dels primers activistes homosexuals i el primer al món a editar de manera regular una revista per a homosexuals, Der Eigene (1896-1932). El nom es remunta a l'obra de Max Stirner Der Einzige und sein Eigentum (L'únic i la seva propietat). El subtítol era Revista mensual sobre l'art i la vida. També hi aparegué la publicació Der Einzige el 1919 i va durar fins a 1925, editada pels cosins Anselm Ruest (pseud. d'Ernst Samuel) i Mynona (pseud. de Salomo Friedlaender). El títol de la publicació prové del nom en alemany del llibre de Stirner Der Einzige und sein Eigentum. La publicació també estava influenciada per Friedrich Nietzsche i estava connectada a l'expressionisme i la transició des d'aquest cap al dadà.

#### França
A França la filosofia de Stirner també influencià sobretot en el pensament de l'anarcoindividualista promotor de l'amor lliure Emile Armand. Armand escrigué un important assaig de difusió de la filosofia de Stirner, El Stirnerisme, en què reporta que a França, L'únic i la seua propietat apareixia el 1900 en dues traduccions, la de Robert L. Reclaire, i la de Henri Lasvigne. El 1894, Henri Albert n'havia traduït una part de l'obra en el Mercure de France; una mica més tard, Theodore Randal havia fet el mateix en les Xerrades polítiques i literàries i en el Magazine Internacional, a més que traduí en L'en dehors la crítica interessant que Stirner havia fet d'Els misteris de París, d'Eugène Sue, i un extracte d'El fals principi de la nostra educació. Després de la Segona Guerra Mundial alguns anarcoindividualistes francesos agrupats amb Emile Armand, publiquen L'Unique recuperant la figura de l'únic del llibre de Stirner L'únic i la seua propietat. L'Unique es publicà de 1945 a 1956 amb un total de 110 números.
Altres autor sdestacats francesos serien Georges Palante (en el vessant egoista) i Jacques Élie Henri Ambroise Ner (en el seu vessant individualista).

#### Estat espanyol
A l'estat espanyol el pensament stirnerià tingué seguidors entre els grups anarcoindividualistes de principis de segle, entre els quals destaca l'escriptor i activista Miguel Giménez Igualada. L'historiador català de l'anarquisme individualista Xavier Díez afirma que "Iniciales, que es publicarà amb una certa regularitat fins a 1937 serà la revista expressament individualista que fins i tot tractarà, de manera infructuosa, posar en pràctica el principi stirnerià de la unió d'egoistes a partir d'una federació d'individualistes." El primer traductor de Stirner fou l'anarquista Pedro Dorado Montero. Igualada era director de la revista anarcoindividualista que Díez qualifica com alineada amb "l'estirnerisme, com a tendència específica, com a mostra de l'individualisme més ortodox".

#### Itàlia

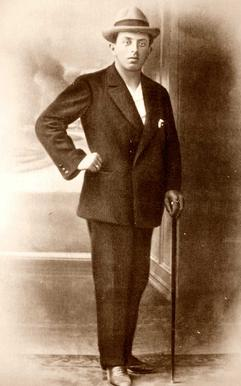
Renzo Novatore, anarquista egoista i il·legalista italià

Al seu torn, un moviment europeu format per gent marginal anomenat il·legalisme ajuntà la idea d'un sector anarquista obrerista, la propaganda pel fet, amb la filosofia egoista, i realitzà una "expropiació individual" com a forma de vida; en general el moviment anarquista guardà la distància amb aquests personatges. A Itàlia Stirner fou una important base d'inspiració en escriptors i militants anarcoindividualistes com Renzo Novatore i en l'italo-nord-americà Enrico Arrigoni. Pietro Bruzzi edità L'Individualista en els 1920 juntament amb Ugo Fedeli i Francesco Ghezzi, però aquesta publicació fou suprimida pel govern feixista. Pietro Bruzzi també col·laborà en la publicació Eresia de Nova York, editada per Enrico Arrigoni.

#### Rússia
En l'anarquisme rus, l'anarquisme egoista inspirat tant per Stirner com per Friedrich Nietzsche atragué intel·lectuals bohemis com Lev Chernyi, així com uns quants marginals antisocials que cercaren en el crim i la violència una forma d'autoexpressió. Rebutjaren l'organització, perquè creien que només els individus no organitzats fugirien de la coacció i la dominació, i això els mantindria fidels als ideals de l'anarquisme.

### Estats Units i Gran Bretanya

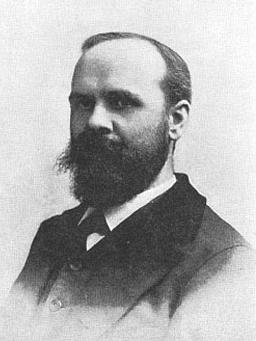
Benjamin Tucker

Benjamin Tucker i una part del cercle de Liberty abandonaren posicions properes al dret natural i se sumaren a l'egoisme de Stirner. Sostenien que la propietat privada sorgeix del poder d'apropiar; Tucker argumentava que només hi ha dos drets: el "dret del poder" i el "dret del contracte". Això provocà profunds debats amb els anarquistes individualistes anglosaxons, tradicionalment partidaris de la llei natural, que amb aquesta justificaven la inviolabilitat de la propietat privada obtinguda pel treball i el comerç. Els iusnaturalistes acusaven els egoistes de minar els principis del mateix llibertarisme.
Altres anarquistes egoistes d'aquest temps i tendència són John Beverley Robinson, Steven T. Byington, Hutchins Hapgood, James L. Walker, Victor Yarros i I. H. Fulton. James L. Walker escrigué l'assaig La filosofia de l'egoisme de maig de 1890 a setembre de 1891 en la publicació anomenada Egoism. John Beverley Robinson escrigué un assaig titulat Egoism, en què descriu la seua posició filosòfica: "L'egoisme modern, tal com ha estat exposat per Stirner i Nietzsche, així com per Ibsen, Shaw i altres".
Algunes publicacions egoistes estaven influenciades per la presentació que Liberty feu de l'egoisme. Entre aquests destaquen I, publicada per C. L. Swartz i editada per W. I. Gordak i J. W. Lloyd (tots associats a Liberty); The Ego i The Egoist, editades per Edward H. Fulton. Entre les publicacions egoistes que seguia Tucker trobem l'alemanya Der Eigene, editada per Adolf Brand, i The Eagle i The Serpent, publicades a Londres. Aquesta darrera s'edità entre 1898 i 1900 amb el subtítol Publicació de filosofia i sociologia egoista.
L'egoisme també ha influenciat un sector anarquista comunista nord-americà, sobretot el relacionat amb Emma Goldman i Max Baginski en la seua revista Mother Earth, que al seu torn reconegueren les seues influències filosòfiques de Stirner i polítiques de Piotr Kropotkin. Bagisnki en un assaig titulat Stirner: The Ego and His Own, publicat en Mother Earth, afirma que "de manera total i des del cor, els comunistes estan d'acord amb Stirner quan empra la paraula "prendre" en comptes de "demanar": això duu a la dissolució de la propietat, a l'expropiació. L'individualisme i el comunisme així van de la mà."
A Nova York el stirnerià exiliat italià Enrico Arrigoni edità la publicació anarcoindividualista eclèctica Eresia el 1928 i posteriorment serà un membre a llarg termini del Libertarian Book Club en aquesta ciutat.

### L'anarquisme egoista a Amèrica Llatina
L'historiador anarquista Angel Cappelletti comenta que a Argentina "entre els treballadors arribats d'Europa en les dues primeres dècades del segle xx, hi havia curiosament diversos individualistes stirnerians influïts per la filosofia de Nietzsche, que veien el sindicalisme com un potencial enemic de la ideologia anarquista. Van constituir... grups d'afinitat que al 1912 arribaven, segons Max Nettlau, al nombre de vint. El 1911 aparegué a Colón el diari L'Únic, que s'autodefinia com a publicació individualista".
Biófilo Panclasta fou un escriptor, activista polític i anarquista individualista colombià. Biófilo es considerava un individualista molt en la línia de la idea del superhumà de Nietzsche així com seguidor de Max Stirner.

### Japó
Jun Tsuji fou un anarquista japonés, epicuri i dadaista, músic de shakuhachi, actor i bohemi que després de descobrir la filosofia de Stirner va traduir L'Únic i la seua propietat a l'idioma japonés. Stirner també influencià l'activista i escriptor anarquista japonés Sakae Osugi, que també va rebre la influència de Henri Bergson, Piotr Kropotkin, i Georges Sorel.

### Època contemporània
En l'actualitat les tendències de l'anarquisme insurreccionalista i de l'anarquia postesquerra tenen una forta influència de l'egoisme stirnerià. Tant l'insurrecionalista nord-americà Wolfi Landstreicher com l'italià Alfredo Bonanno han estat influenciats per Stirner.

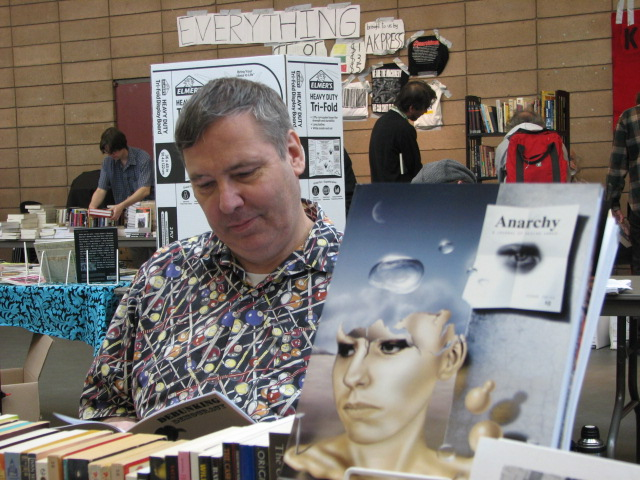
Bob Black, stirnerià nord-americà des de la perspectiva de l'anarquia postesquerra

Bob Black, pertanyent a l'anarquia postesquerra, ha validat un "marxisme stirnerià" i altres de la mateixa tendència com Hakim Bey i Jason McQuinn també n'admeten la influència.
Hakim Bey advoca no haver d'"esperar per la revolució" sinó que immediatament es poden "cercar espais (geogràfics, socials, culturals, imaginaris) amb potencial per florir com a zones autònomes temporals, on aquests espais siguen relativament oberts, bé per negligència de l'estat o per qualsevol altra raó" En darrera instància "cara a cara, un grup d'humans sinergitzen els seus esforços de realitzar desigs mutus: bon menjar, ànims, ballar, conversa, arts de la vida; fins i tot per al plaer eròtic, o per crear una obra d'art comuna, o per aconseguir l'estat de felicitat provisional, una "unió d'egoistes" (tal com Stirner proposà) en la seua forma més simple, o en els termes de Kropotkin, un impuls biològic bàsic cap al "suport mutu"". Hakim Bey escrigué que "la Societat Mackay, de la qual soc membre actiu, està dedicada a l'anarquisme de Max Stirner, Benj. Tucker i John Henry Mackay… La Societat Mackay... representa un corrent poc conegut de pensament individualista que mai tallà llaços amb el sindicalisme revolucionari. Dyer Lum, Ezra i Angela Haywood representen aquesta escola de pensament; Jo Labadie, que escrigué per a la publicació Liberty de Tucker, s'erigí com a nexe que connectà els anarquistes "plumb line", els "filosòfics", i el sector sindicalista i comunista del moviment; la seua influència arribà a la Societat Mackay pel seu fill, Laurence. Com els stirneristes italians (que ens han influenciat pel nostre desaparegut amic Enrico Arrigoni) nosaltres recolzem tots els corrents antiautoritaris, malgrat les seues aparents contradiccions."
Els escrits del postanarquista Saul Newman sobre Stirner també reactualitzen la vigència del pensament de Stirner, però en aquest cas en el context de les afinitats de Stirner amb el postestructuralisme.